# Marilia fasiculata
Marilia fasiculata är en nattsländeart som beskrevs av Banks 1913. Marilia fasiculata ingår i släktet Marilia och familjen böjrörsnattsländor. Inga underarter finns listade i Catalogue of Life.